# Franziska Giffey
Franziska Giffey (Frankfurt an der Oder, 3 mei 1978) is een Duitse politica van de Sozialdemokratische Partei Deutschlands (SPD). Van 21 december 2021 tot 27 april 2023 was zij regerend burgemeester van de Duitse hoofdstad Berlijn. Eerder was zij tussen maart 2018 en mei 2021 minister voor Familie, Senioren, Vrouwen en Jeugd in het kabinet-Merkel IV.

## Biografie
Franziska Giffey groeide op in Briesen in Oost-Duitsland. Ze studeerde aan de Humboldtuniversiteit te Berlijn om leerkracht Engels en Frans te worden, maar brak deze studies noodgedwongen af wegens complicaties aan haar strottenhoofd. Ze stapte in 1998 over naar de Fachhochschule für Verwaltung und Rechtspflege in Berlijn, waar ze een opleiding bestuursrecht volgde en tussen 2003 en 2005  een studie Europees administratief management. In laatstgenoemde periode was ze actief voor de Berlijnse vertegenwoordiging bij de Europese Unie en bij de Parlementaire Vergadering van de Raad van Europa.
Vanaf 2005 studeerde Giffey politieke wetenschappen aan de Vrije Universiteit Berlijn, waar ze in 2010 promoveerde met een doctoraat. Haar proefschrift zorgde negen jaren later, toen Giffey inmiddels minister was, voor opschudding toen bleek dat het vermoedelijk plagiaat bevatte. Een door de universiteit ingesteld onderzoek leidde hierna tot de conclusie dat er, ondanks de aanwezigheid van verdachte passages in het proefschrift, te weinig grond was om Giffey haar doctorstitel af te nemen. Wel kreeg zij een reprimande. In het najaar van 2020 bleek dat het onderzoek onzorgvuldig was geweest en daarom werd heropend. Giffey kondigde hierop aan haar doctorstitel voortaan niet meer te gebruiken. De Berlijnse universiteit besloot in juni 2021 alsnog om haar titel officieel in te trekken.

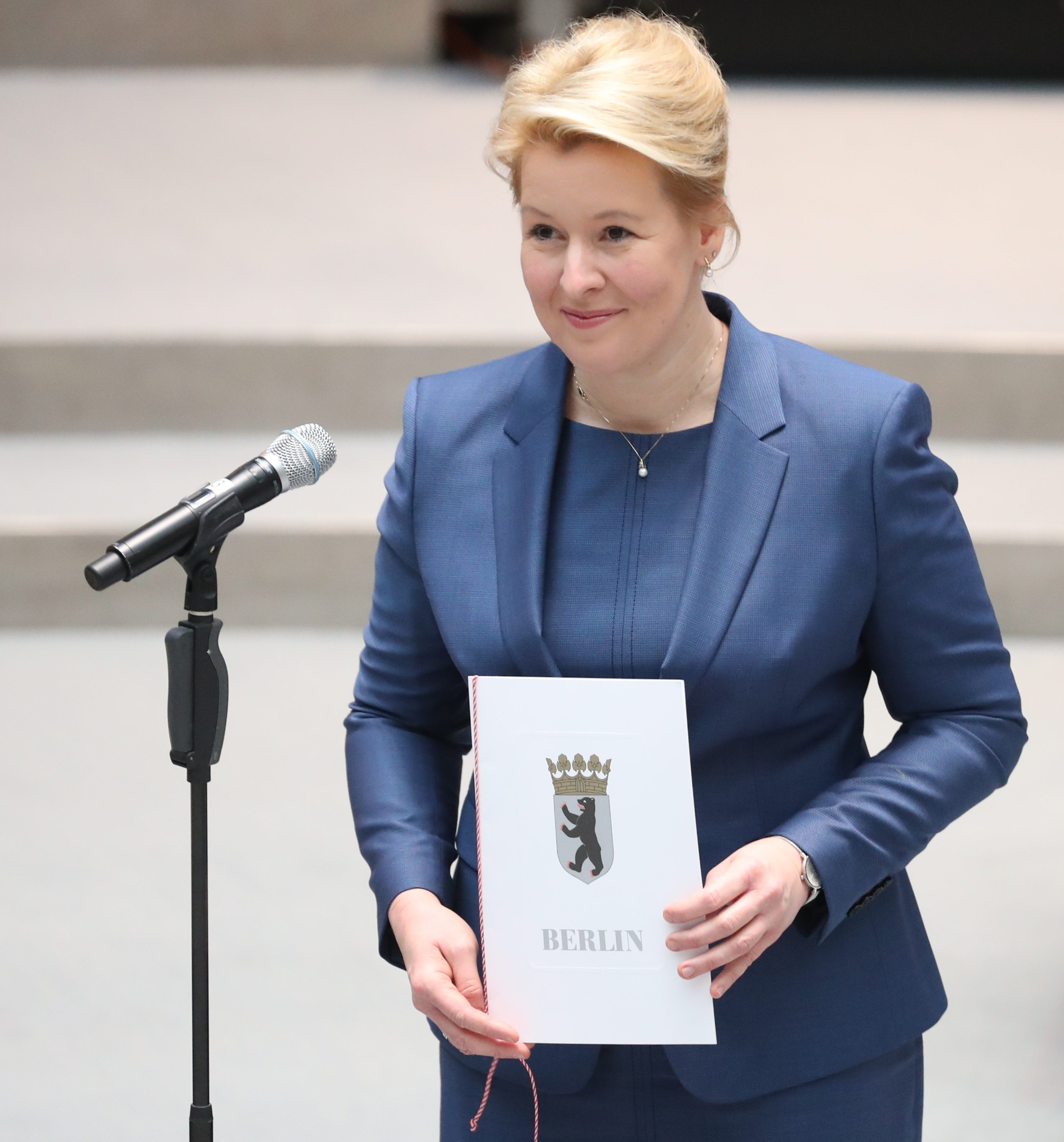
Giffey in december 2021 bij haar verkiezing tot burgemeester

### Politieke loopbaan
Giffey sloot zich in 2007 aan bij de SPD. Vanaf 2010 zetelde ze in het bestuur van het Berlijnse district Neukölln, eerst als raadslid en van 2015 tot 2018 als districtsburgemeester. In maart 2018 stapte ze over naar de nationale politiek toen ze werd benoemd tot minister in het vierde kabinet van bondskanselier Angela Merkel. Giffey werd er verantwoordelijk voor Familie, Senioren, Vrouwen en Jeugd. In mei 2021 trad ze voortijdig af vanwege de controverse rond de plagiaatzaak waarin zij verwikkeld was geraakt.
In november 2020 werd Giffey, samen met Raed Saleh, verkozen tot partijleider van de SPD in Berlijn. Tevens werd zij aangeduid als lijsttrekker voor de Berlijnse verkiezingen van 2021, waarbij ze meestreed om de opvolging van burgemeester Michael Müller. Ondanks een licht verlies slaagde de SPD er bij deze verkiezingen in om de grootste partij te blijven, waarna een senaat gevormd werd met de linkse coalitiepartners Bündnis 90/Die Grünen en Die Linke. Giffey trad op 21 december 2021 aan als burgemeester. Elf maanden later werden de verkiezingsresultaten door het Grondwettelijk Hof van Berlijn echter ongeldig verklaard wegens onregelmatigheden. In februari 2023 werden nieuwe verkiezingen georganiseerd.
Mede vanwege de inflatie, de heersende woningnood en stijgende energieprijzen was Giffey als burgemeester niet bijzonder populair. Bij de verkiezingen van 2023 behaalde de SPD in Berlijn haar slechtste resultaat in meer dan een eeuw en moest zij haar status van grootste partij voor het eerst in twintig jaar overdragen aan de christendemocratische CDU, die een grote winst boekte. Hoewel de zittende senaat van Giffey haar meerderheid wel behield, eiste CDU-leider Kai Wegner zijn rol in de formatie van een nieuwe regering op. Na twee maanden onderhandelen werd tussen CDU en SPD een zogeheten grote coalitie gevormd, die op 27 april 2023 aantrad. Wegner nam het burgemeesterschap van Giffey over, maar Giffey behield wel zitting in de nieuwe senaat als plaatsvervangend burgemeester en senator voor Economie en Energie.
- Gemeinsame Normdatei: 140743421
- International Standard Name Identifier: 0000 0000 7773 2374
- Virtual International Authority File: 107736653
- WorldCat: E39PBJvCWDxK9fvmYV9gGcXGHC